# 洛林女公爵伊莎貝拉
洛林的伊莎贝拉（Isabelle de Lorraine，1400年—1453年2月28日），是1431年至1453年在位的洛林女公爵，也是那不勒斯国王安茹的勒内的王后。她于1435-1438年，其夫在勃艮第被囚时担任那不勒斯王国和他在法国的领地的摄政。

## 生平
伊莎貝拉生於洛林，父親是洛林公爵夏爾二世，母親是普法爾茨的瑪格麗特（Margaret）。作為家中的長女，1410年伊莎貝拉十歲時，由於她弟弟們先後的去世，她被確立為洛林公爵的繼承人。她得到完整且正規的教育，自少女期就被公認為美麗、機智、勇敢，而且能在困難的局勢中保持鎮定並理智地做出決斷。
1420年10月24日，20歲的伊莎貝拉與11歲的安茹的勒内結婚。婚姻契約規定：當洛林公爵夏爾二世過世後，伊莎貝拉將繼承洛林，而勒內將繼承巴爾，而夫妻未來的子女兼繼承人將會繼承他們所有領土，從而使安茹家和洛林家合併在一起。
當1431年1月25日父親去世後，伊莎貝拉繼承了洛林公國，並按照習慣法讓丈夫成為共同統治者（共享洛林公爵的頭銜）。但是她的堂兄沃代蒙的安東尼挑戰她的繼承權，認為自己才是洛林公爵的唯一繼承人。安東尼聯合強大的勃艮第公爵好人菲力出兵攻擊勒內，在同年7月的布爾格涅維爾戰役中大勝並俘虜了勒內。雖然勇敢的伊莎貝拉成功保住洛林的過半領土，又與堂哥安東尼締結休戰合約，但丈夫勒內仍被引渡給好人菲力。勒內直到1432年4月，宣誓效忠菲力並以兩個兒子約翰跟路易做人質後，才獲得假釋與短暫自由。1433年，伊莎貝拉和丈夫把長女约兰德嫁給安東尼的兒子腓特烈二世，因此當後來勒內的男系子孫絕嗣時，洛林公國意外地在1473年傳給了腓特烈與約蘭德的兒子勒內二世。
1434年神聖羅馬帝國皇帝西吉斯蒙德承認伊莎貝拉為女公爵、勒內為洛林公爵，這激起了勃艮第公爵好人菲力的憤怒，強迫勒內在隔年回到勃艮第的監牢，直到1437年才獲得徹底的自由。在這段時間，百年戰爭的天平逐漸倒向法王這一邊而削弱了英國-勃艮地同盟的勢力，因此1435年的阿拉斯會議上，勃艮地放棄和伊莎貝拉宗主──法王查理七世的敵對關係，連帶減少支援安東尼的兵力和補助。因此到了1441年，伊莎貝拉在洛林徹底擊敗堂哥安東尼，迫使安東尼放棄對洛林公國的繼承。後來當法王查理七世造訪勒內的領地南錫時，伊莎貝拉與丈夫一方面熱情地招待國王，一方面把她們的侍女、號稱「法國第一美女」的阿涅絲·索蕾推上國王的床頭，阿涅斯很快成為法國王室情婦，權頃一時（1441-1450年）。
伊莎貝拉於1453年2月28日去世，享年53歲。她的長子让二世繼承為洛林公爵。她被安葬在昂熱大教堂。勒內隨後於1454年9月10日又娶了珍妮·德拉瓦作續絃，但這段婚姻沒有孩子。

## 婚姻和子女
1420年10月24日，伊莎贝拉和安茹的勒内结婚，有4子5女：
- 让二世（1424年8月2日 – 1470年12月16日），继承母亲成为洛林公爵，但因未有子嗣，洛林公爵在1470年傳給妹妹约兰德的兒子勒內二世
- 路易（1427年10月16日 – 1444年），蓬阿穆松侯爵，早逝
- 尼古拉（1428年11月2日 – 1430年），约兰德的双胞胎兄弟，早夭
- 约兰德（1428年11月2日 – 1483年3月23日），沃代蒙伯爵腓特烈二世的夫人，洛林公爵勒內二世的母亲
- 玛格丽特（1430年3月23日 – 1482年8月25日），英格兰国王亨利六世的王后
- 夏尔（1431 – 1432），吉斯伯爵，早夭
- 伊莎贝尔（早夭）
- 勒内（早夭）
- 露易丝（1436 – 1438），早夭
- 安妮（1437 – 1450），早逝